# Георги Стоянов (писател)
Вижте пояснителната страница за други личности с името Георги Стоянов.
Георги Стоянов Вътев-Пейчовски е български поет, писател, учител и общественик.

## Биография
Георги Стоянов е роден в 1874 година в Угърчин.
През 1894 година завършва Педагогическото училище в Лом и след това до края на живота си се отдава на учителската професия. Преподава в родния си град, Плевен, Долни Дъбник и София.
Развива активна обществена дейност и става един от основателите на Българския учителски съюз и член на Управителния му комитет (1909 – 1910). Председател е на Плевенското (1899 – 1909) и на Софийското учителсто дружество (1913 – 1915). Многократно е делегат на учителски конгреси.
Поддържа връзки с дейци на БСДП като Тодор Луканов, Димо Хаджидимов и Ламби Кандев, заради което е уволняван на 2 пъти.
Стоянов загива на Македонския фронт в Първата световна война през декември 1917 година край град Дойран.

## Творчество
Георги Стоянов е основател на детското списание „Светулка“, в което публикува разкази, басни, приказки и стихове. Освен това издава (като притурка на „Светулка“) вестник „Слънчице“, както и списанието „Пролетни зари“.
Освен с детска Стоянов се занимава и с литература за възрастни, като сътрудничи с разкази и статии на списанията „Учителски другар“, „Право дело“, „Училищна практика“, „Училищен преглед“ и вестник „Съзнание“.
Автор е на книгата „Патриотическо възпитание“ (1906), както и на различни буквари и учебници.
Стоянов за пръв път превежда на български „Произход на човека“ на Чарз Дарвин през 1896 година.
Псевдонимите, които Стоянов използва, са: Г. Зеленогоров, Калинка-Малинка, Селянче, Чичо Бръмбарчо и Чичо Светлю.